# Theophanó bizánci császárné
Theophanó bizánci császárné (ógörögül: Θεοφανώ, 941 – 978 után), II. Rómanosz bizánci császár és II. Niképhorosz bizánci császár felesége, és kiskorú fiainak, VIII. Kónsztantinosz bizánci császárnak és II. Baszileiosz bizánci császár régense. A 10. századi bizánci politika fontos szereplője volt.

## II. Rómanosz felesége
Theophanó Lakóniában, a Peloponnészosz-félsziget déli csücskében született. Theophanót eredetileg Anasztáziának, vagy Anasztázónak hívták, és egy Kratérosz nevű férfinak volt a lánya, aki egyesek szerint kocsmáros, más források szerint borkereskedő volt. Nem kizárt azonban az sem, hogy a később született a császárnéval szemben ellenséges források eltúlozták alacsony származását. Theophanó a szépségéről vált ismertté, a trónörökös Rómanosz ugyanis beleszeretett, és apja, VII. (Bíborbanszületett) Kónsztantinosz bizánci császár erőteljes tiltakozása ellenére elvette feleségül. A házassága után nyerte el a Theophanó nevet VI. (Bölcs Leó) császár szentté avatott felesége után.
Az alacsony származású Theophanó rendkívül népszerűtlen volt a bizánci elit körében, és amikor VII. Kónsztantinosz császár meghalt, széles körben elterjedt a pletyka, hogy Theophanó mérgezte meg. A császár azonban egy hónapokig tartó lázas betegségben hunyt el, nincs bizonyíték arra, hogy Theophanó megmérgezte volna. Mivel a császárné befolyása a férjére roppant erősnek bizonyult, a ránk maradt források jelentős része pedig politikai ellenfelei nézeteit tükrözte, ezért ezekben elég negatív színben tűnik fel. Az ő hatásának tulajdonítják azt, hogy a császár anyjának, Helénének, és Rómanosz öt leánytestvérének kolostorba kellett vonulnia.

## II. Niképhorosz Phókasz felesége
II. Rómanosz császár alig 26 évesen, váratlanul hunyt el 963. március 15-én. Ahogy Kónsztantinosz, úgy Rómanosz halálakor is felmerült, hogy Theophanó mérgezte meg a császárt. A császárné azonban alig két nappal korábban adott életet Annának, közös lányuknak, és még ágyban feküdt, amikor a császár meghalt.
Rómanosz és Theophanó két fiúgyermeke, Baszileiosz és Kónsztantinosz öt és három évesek voltak, ezért Theophanót nevezték ki régenssé. Az özvegy császárné megerősítendő bizonytalan udvari helyzetét szövetkezett egyik tábornokával, a katonai sikereiről híres Niképhorosz Phókasszal. A hadvezért Kaiszareiában császárrá kiáltották ki seregei, augusztus 14-én bevonult Konstantinápolyba, majd három napos véres utcai harcok után elérte, hogy augusztus 16-án Theophanóval összeházasodjon és császárrá koronázzák. Baszileiosz és Konstantin megtarthatta császári címét, de gyámjukként Niképhorosz gyakorolt minden hatalmat.
A házasság terve nem nyerte el az egyházi előkelők tetszését, mert Niképhorosz keresztapja volt a császári gyermekeknek, és az egyház törvényei szerint keresztapaként nem vehette el az özvegy császárnét. Polüeuktosz konstantinápolyi pátriárka, aki Theophanó felemelkedése óta ellenségesen tekintett a császárnéra, nem volt hajlandó teljes jogú egyházi házasságot eredményező szertartást vezetni az újdonsült császárnak. Az újdonsült császár és a pátriárka közötti feszültséget némi huzavona után úgy oldották fel, hogy Bardasz Phókasz, Niképhorosz apja, valamint néhány bizánci előkelő esküvel tanúsította, hogy Niképhorosz nem volt a császári gyermekek tényleges keresztapja. A pátriárka visszavonulót fújt, és az egyház elismerte Theophanót Niképhorosz teljes jogú házastársaként.
A császári pár azonban meglehetősen különbözött egymástól, Niképhorosz aszketikus és vallásos életet élt, ráadásul ötvenegy évesen jóval idősebb volt a feleségénél. Egyes források szerint a házasságukat el sem hálták. Niképhorosz mindig szívélyes maradt a feleségével szemben, és a nyilvánosság előtt Theophanó sem viselkedett másképpen, ám a ránk maradt források alapján szeretőket tartott. A császár semmit nem sejtett a felesége életmódjából és az őt fenyegető veszélyről.
Katonai sikerei ellenére Niképhorosz nem volt népszerű császár. A folyamatos háborúkat magas adókkal finanszírozta, és korlátozta az egyházi vagyon kiterjesztését, ezért elidegenítette magától az egyházat. Az udvarban egyre szélesebb körű összeesküvés bontakozott ki. Theophanó időközben szeretőjévé tette a Niképhorosznál sokkal vonzóbb és szintén sikeres tábornokot, Ióannész Tzimiszkészt. 969. december 10-ről 11-re virradó éjszaka Tzimiszkész és az emberei titokban átkeltek a Boszporuszon, és a császárné segítségével a palota titkos alagútjain keresztül eljutottak a császár hálószobájába. Niképhorosz vélhetően tudott a merényletről, ezért egy másik helyiségben aludt, ám az összeesküvők megtalálták, súlyosan bántalmazták, majd megölték.

## Bukása
Polüeuktosz pátriárka az új politikai helyzetet arra használta ki, hogy megerősítse pozícióját. Az egyház támogatásáért cserébe azt várta az új császártól, hogy vonja vissza elődeinek az egyházat károsan érintő rendelkezéseit, és távolítsa el a gyilkosságban részt vevő segítőit a bizánci udvarból. Emellett nyilvános bűnbánat megtartására kötelezte őt.
Ióannész, bár házasságot tervezett Theophanóval, belement a pátriárka feltételeibe. A kétszeresen özvegy császárnét száműzték az udvarból, és Ióannész pedig Theophanó helyett utóbb Theodórát, VII. Kónszantinosz lányát vette el feleségül.
Theopanó nem nyugodott bele a döntésbe. Ióannész Szkülitzész szerint megszökött és a Hagia Sophiában keresett menedéket, ahonnan azonban Baszileosz Lekapénosz parakoimomenosz eltávolíttatta, ám az özvegy császárné eközben szidalmazta az új császárt, barbárnak és szkítának nevezte Baszileoszt, és ököllel állon verte őt. A Prinkipo szigetén (ma: Büyükada, Törökország) található kolostorba száműzték, amely az egyik "hagyományos" helyszíne volt a bizánci udvarból eltávolított császárnéknak. (Más források viszont az Armenia themában található Damideia kolostorát jelölték meg Thephanó száműzetése helyszíneként, egyúttal pedig az édesanyját is elküldték az udvarból).
Miután az új császár 976 januárjában elhunyt, Theophanót a fiai visszahívták a császári udvarba. Írott forrásokban utoljára 978-ban tűnt fel, vélhetően ezt követően nem sokkal elhunyt.

## Gyermekei
II. Rómanosz császártól három gyermeke született:
- VIII. Kónsztantinosz
- II. Baszileiosz
- Anna Porphürogenita, Vlagyimir kijevi nagyfejedelem felesége

## Alakja az irodalomban
Theophanó az egyik főhőse Pusztai Andrea Bizánc trilógiájának.